# Культура партисипації
Культура партисипації, Культура участі, протилежна концепції культурі споживання. В ній особи (громадськість) діють не лише як споживачі, але також як учасники або виробники (prosumers). Цей термін найчастіше застосовується до виробництва чи створення певного типу ЗМІ.

## Огляд
Останні досягнення технологій (переважно персональні комп'ютери та Інтернет) дозволили приватним особам створювати та публікувати такі ЗМІ, як правило, через Інтернет. Оскільки технологія тепер уможливлює нові форми вираження та залучення до публічного дискурсу, культура участі не лише підтримує індивідуальну творчість, але й неформальні стосунки, які поєднують новачків з експертами. Ця нова культура, що стосується Інтернету, була описана як Web 2.0.
Зростаючий доступ до Інтернету став відігравати невід'ємну роль у розширенні культури участі, оскільки це дедалі більше дозволяє людям працювати разом, генерувати та поширювати новини, ідеї та творчі роботи, а також спілкуватися з людьми, які поділяють схожі цілі та інтереси (дивіться групи спорідненості). Потенціал культури участі для громадянської активності та творчого вираження досліджував медіазнавець Генрі Дженкінс. У 2009 році Дженкінс і співавтори Раві Пурушотма, Кеті Клінтон, Маргарет Вайгель і Еліс Робісон написали білу книгу під назвою «Протистояння викликам культури участі: медіаосвіта для 21-го століття ». Цей документ описує культуру участі як одну:
1. З відносно низькими бар'єрами для художнього вираження та громадянської активності
2. З сильною підтримкою створення та обміну своїми творіннями з іншими
3. З певним типом неформального наставництва, за допомогою якого те, що знають найдосвідченіші, передається новачкам
4. Де члени вважають, що їхні внески мають значення
5. Де учасники відчувають певний ступінь соціального зв'язку один з одним (принаймні їм не байдуже, що інші люди думають про те, що вони створили).[3]

## Історія
Культура участі існує довше, ніж Інтернет. Виникнення Асоціації аматорської преси в середині 19 століття є прикладом історичної культури участі; у той час молодь сама вручну друкувала та друкувала свої видання. Ці публікації були розіслані по всій мережі людей і нагадують те, що зараз називають соціальними мережами. Еволюція від журналів, радіошоу, групових проєктів і пліток до блогів, подкастів, вікі-сайтів і соціальних мереж сильно вплинула на суспільство. З такими вебсервісами, як eBay, Blogger, Wikipedia, Photobucket, Facebook і YouTube, не дивно, що культура стала більш залученою.

## Форми

Меми як експресія

Культура участі може виявлятися через приналежність, висловлювання, спільне розв'язування проблем і поширення інформації. Приналежність може бути офіційною або неформальною, як у випадку онлайн-спільнот, таких як дошки обговорень або соціальні медіа. Існують різні типи медіа, які можуть бути створені, наприклад, меми, фанфіки та інші форми суміші. Коли окремі особи та групи працюють над певним медіапродуктом, як от вікі, вони беруть участь у спільному розв'язуванні проблем. Поширенням можуть бути блоги, відеоблоги, подкасти та деякі форми соціальних мереж. Деякі з найпопулярніших програм, які передбачають участь, включають: Facebook, Snapchat, Instagram, Tinder, LinkedIn, Twitter і TikTok.